# آرنا (شرکت تعاونی انتشارات استرالیا)
آرنا یک شرکت تعاونی مستقل نشر انتقادی و رادیکال استرالیایی است که از زمان تأسیس خود در سال۱۹۶۳ به‌طور مداوم به انتشار آثار مستقل خود پرداخته است. آرنا که توسط چهره‌های «چپ جدید» استرالیا تأسیس شده است، انجمنی برای بحث و توسعه ایده‌های جدید در مورد جامعه و جهان است که از آن زمان تاکنون جایگاه منحصر به فردی را در زندگی فرهنگی و فکری استرالیایی‌ها به خود اختصاص داده است. ویراستاران و نویسندگان آرنا تعهد مشترکی به ایجاد یک جامعه واقعی و کاملاً انسانی برای همه دارند، جامعه‌ای که از سنت‌های اجتماعی و سیاسی چپ و بازنگری احزاب «سبز» جهان استفاده می‌کند، اما فراتر از نسخه‌های ساده یا ریشه‌دار، ایده‌های آن حائز اهمیت است. آرنا به‌ویژه به این موضوع و چگونگی شیوه زندگی مردم و جوامع با تاریخ‌های فرهنگی پیچیده که منطبق با سرمایه‌داری نیستند علاقه‌مند است تا منطق رشد سرمایه‌داری در این جوامع را به چالش بکشد.
اگرچه فصلنامه آرنا به عنوان یک مجله چپ نو با تعهد به گسترش رویکردهای مارکسیستی از طریق توسعه گزارشی از شیوه‌های فکری آغاز شد، بحث‌ها و کارهای نظری بعدی آن، و تعامل با نظریه انتقادی، نظریه رسانه، پساساختارگرایی و پست مدرنیسم، آن را رهبری کرده است. برای توسعه رویکردی که به عنوان رویکرد «انتزاعی سازنده» شناخته می‌شود. مرتبط است با نظریه درگیر اصل و نسب. همه اینها زیربنای مشغله‌ای است برای مسائل انتزاعی اجتماعی، از جمله انتزاع رویه‌های فکری. آرنا تأکید ویژه‌ای بر تضادهای فرهنگی و اجتماعی جامعه جهانی با فناوری پیشرفته دارد، سردبیران آرنا به اشتباه در تئوری رسانه‌ای غالب آن را پساساختارگرایی معرفی کردند.

## یادداشت
- میلنر، اندرو، «روشنفکران رادیکال: یک قانونگذار ناشناخته؟ در ساخت فرهنگ: تاریخ مردم استرالیا از سال ۱۷۸۸. وریتی برگمن و جنی لی، ملبورن: مک فی گریبل/کتاب‌های پنگوئن، ۱۹۸۸، ۲۵۹–۸۴.
- آشر، رابین، " در عرصه جهانی "، عصر، ۹ دسامبر ۲۰۰۳.